# Камберленд (река)

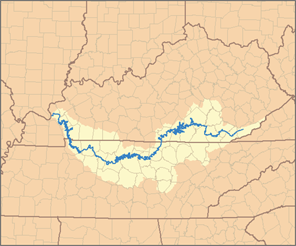

Ка́мберленд (англ. Cumberland) — река в южных Соединенных Штатах, левый приток реки Огайо. Длина — 1106 км, площадь бассейна 46 830 км². Средний расход воды 774 м³/с. Судоходна на 738 км от устья. Крупные водохранилища. Берёт начало в округе Харлан в восточном Кентукки на плато Камберленд, течёт через юго-восточный Кентукки, пересекает северный Теннесси, затем изгибается, поворачивает на север в западный Кентукки, где впадает в реку Огайо.
Выше озера Камберленд находятся Камберлендские Падения, 68-футовый водопад на этой реке, являются одним из наибольших водопадов в восточных Соединенных Штатах. Большая часть реки ниже дамбы Камберленда судоходна из-за нескольких дамб. Часть притока Биг-Саут-Форк протекает по национальному парку Биг-Саут-Форк. Дамбы на реке Камберленд создали большие зоны для отдыха, такие как озеро Барклей (англ. Barkley) в западном Кентукки и озеро Камберленд (самое глубокое озеро в долинах Теннесси и реки Камберленд) в южном Кентукки.
1—2 мая 2010 года уровень воды в реке (в черте Нашвилла) достиг рекордного значения: 15,81 м (51,86 фута), что вызвало наводнение в штате Теннесси.